# Jeannette Hope
Jeannette Helen Hope (geborene Jeannette Partridge; * 1942) ist eine australische Archäologin und Paläontologin.

## Leben
Hope erwarb 1964 einen Bachelor of Science mit Auszeichnung an der Universität Sydney. Als Studentin erforschte sie die fossilen Knochenvorkommen in den Wellington Caves und fand dann bei einer Höhlenexpedition in der Nullarbor-Ebene ein fossiles Beutelwolf-Skelett aus dem Holozän, worüber sie ihre ersten Arbeiten veröffentlichte. 1969 wurde sie mit der Dissertation Biogeography of the mammals on the islands of Bass Strait with an account of variation in the genus Potorous unter der Leitung von Jim Warren zum Ph.D. an der Monash University promoviert. In den 1970er Jahren analysierte Hope als technische Mitarbeiterin in der Abteilung für Vorgeschichte an der Australian National University in Canberra die Faunenreste einiger wichtiger archäologischer Stätten aus dem Quartär, darunter in der Willandra-Seenregion im westlichen New South Wales sowie in Fundstellen in Neuguinea und im Pazifik. Sie führte auch Ausgrabungen an paläontologischen Megafauna-Stätten aus dem Quartär in South Australia, Victoria und New South Wales durch. In den 1980er Jahren wurde sie Mitarbeiterin im National Parks and Wildlife Service von New South Wales.
1981 war Hope Erstbeschreiberin der fossilen Känguruart Thylogale christenseni aus Papua-Neuguinea.
Hope war von 1982 bis 1987 Chef-Redakteurin bei der Zeitschrift der Australian Archaeological Association.
Jeannette Hope war mit dem Geographen Geoffrey Hope verheiratet.

## Schriften (Auswahl)
- Late Pleistocene faunal remains from Seton rock shelter, Kangaroo Island, South Australia, 1977
- Pleistocene mammal extinctions: the problem of Mungo and Menindee, New South Wales, 1978
- Darling Surves 1, 1981
- Archaeology and environment of the Lower Darling region of the Murray Basin, southwestern New South Wales: the potential impact of seismic survey, a report to Esso Australia Ltd, 1982
- Brewarrina Aboriginal Fisheries Conservation Plan, 1994
- Finding out about Aboriginal burials, 1995
- Protecting Aboriginal burial sites, 1995
- Lake Victoria: finding the balance–a response to the competing interests of cultural heritage, environment and resource use, Background Report No. 1, Murray-Darling Basin Commission, Canberra, 1998
- Paddle Steamer Ruby: One hundred years on, 2007
- The people of the Paroo River: Frederic Bonney’s photographs, 2010